# Rivière Belley (rivière Péribonka)
Pour les articles homonymes, voir Belley (homonymie).
La rivière Belley est un affluent de la rivière Péribonka, coulant dans le territoire non organisé de Passes-Dangereuses, dans la municipalité régionale de comté (MRC) de Maria-Chapdelaine), dans la région administrative du Saguenay-Lac-Saint-Jean, au Québec, au Canada. La partie supérieure du cours de la rivière traverse le zec des Passes.
La foresterie constitue la principale activité économique du secteur ; les activités récréotouristiques, en second.
Plusieurs routes forestières desservent la vallée de la rivière Belley, surtout pour les besoins de la foresterie et des activités récréotouristiques,.
La surface de la rivière Belley habituellement gelée de la fin novembre au début avril, toutefois la circulation sécuritaire sur la glace se fait généralement de la mi-décembre à la fin mars.

## Géographie
Les principaux bassins versants voisins de la rivière Belley sont :
- côté nord : petite rivière Belley, lac Bernabé, rivière Alex, rivière Brûlée, rivière des Aigles, rivière du Nord, rivière Péribonka ;
- côté est : rivière Brûlée, rivière Bernabé, rivière Péribonka, lac Tchitogama ;
- côté sud : rivière Péribonka, rivière aux Sables, rivière Mistouk, rivière Saguenay, rivière des Habitants ;
- côté ouest : petite rivière Belley, rivière à Michel (rivière Péribonka), rivière Saint-Ludger, rivière Alex, rivière Villeneuve[2].

La rivière Belley prend sa source à l’embouchure d’un lac non identifié (altitude : 294 m). Cette source est située à :
- 2,3 km à l’est du cours de la rivière Alex ;
- 9,5 km au nord-est du cours de la rivière Saint-Ludger ;
- 17,3 km à l’ouest de l’embouchure de la rivière Brûlée (confluence avec la rivière Péribonka) ;
- 17,3 km au nord-ouest de l’embouchure de la rivière Belley ;
- 35,2 km au nord-est de l’embouchure de la rivière Péribonka (confluence avec le lac Saint-Jean).

À partir de sa source dans la zec des Passes, le cours de la rivière Belley descend sur 31 km entièrement en zones forestières, selon les segments suivants :
- 6,7 km vers le sud-est, notamment en recueillant la décharge du lac Janine, en sortant de la zec des Passes, en recueillant la décharge du lac des Pleurs, ainsi qu’en traversant sur 1,9 km le lac Belley (longueur : 2,4 km ; altitude : 189 m), jusqu’à son embouchure ;
- 6,0 km vers le sud, puis vers le sud-est et à nouveau vers le sud, jusqu’à un ruisseau (venant de l’est) lequel draine le lac Degagné ;
- 2,6 km vers le sud-ouest jusqu’à un ruisseau (venant du nord-ouest) ;
- 5,2 km vers le sud-ouest en formant une courbe vers le sud-est et en recueillant la décharge (venant de l’est) d’un petit lac non identifié et d’une zone de marais, jusqu’à la Petite rivière Belley venant du nord-ouest) d’un ensemble de petits lacs dont le Lac à la Truite ;
- 2,9 km vers le sud-est en formant une boucle vers l’est en fin de segment, jusqu'à l'embouchure de la rivière[2].

L'embouchure de la rivière Belley se déverse sur la rive nord de la rivière Péribonka à :
- 1,9 km au sud-est du barrage « Chute du Diable » érigé sur la rivière Péribonka ;
- 28,6 km au nord-est de l’embouchure de la rivière Péribonka (confluence avec le lac Saint-Jean) ;
- 18,4 km au nord-est de l’embouchure du lac Saint-Jean (confluence avec la Grande Décharge) ;
- 25,7 km au nord du centre-ville d’Alma ;
- 59,6 km au nord-ouest du centre-ville de Saguenay ;
- 160,2 km à l’ouest de l’embouchure de la rivière Saguenay[2].

À partir de l’embouchure de la rivière Belley, le courant coule sur 39,2 km notamment en traversant une petite baie vers le sud-est atteignant un grand lac formé par l’élargissement de la rivière Péribonka. De là, le courant descend d’abord vers le sud le cours de la rivière Péribonka, puis vers le sud-ouest. À l’embouchure de cette dernière, le courant traverse le lac Saint-Jean sur 29,3 km vers l’est, puis emprunte le cours de la rivière Saguenay sur 155 km vers l’est jusqu'à la hauteur de Tadoussac où il conflue avec le fleuve Saint-Laurent.

## Toponymie
Le terme « Belley » se réfère à une commune française et constitue aussi un patronyme de famille d’origine française.
Le toponyme « rivière Belley » a été officialisé le 24 décembre 1976 à la Banque des noms de lieux de la Commission de toponymie du Québec.